# スポーツジョッキー
『スポーツジョッキー』（スポーツジョッキー）は、NHKラジオ第1放送・NHKワールド・ラジオ日本（国外向け）で不定期に放送されている穴埋め番組または雨傘番組である。
主に放送される機会としては、年度上半期のNHKプロ野球中継（2023年度は大相撲・高校野球開催時を除く毎週土曜日14-16時台が原則）や、高校野球の試合が所定の終了予定時間より早く終了した場合であるが、試合延長のため一部の番組を休止し次の番組の開始までの区切りの時間までのつなぎ、あるいは試合が雨天その他により中止になった場合などのフィラー編成であることが多い。主にプロ野球の途中経過や、その時間までに入っているスポーツニュースを交えながら軽音楽・レコード音楽（インストゥルメンタル主体）を放送する。

## パーソナリティ
原則として以下のいずれかが1人で担当する。
2023年度
- 道谷眞平
- 広瀬靖浩